# Била једном једна земља (TВ серија)
Била једном једна земља је мини ТВ серија Емира Кустурице настала од вишка материјала из дугометражног филма Подземље премијерно приказаног 1995. године.

## Радња
Прича о породицама које се скривају у подземним одајама за време нацистичке окупације Београда. Уз помоћ пустоловног профитера они производе оружје за покрет отпора. Овај посао је настављен и после рата јер им њихов „доброчинитељ“ пушта фиктивне извештаје о немачким победама како би одржао подземну производњу и даље се богатио. Он успева да убеди и свог најбољег пријатеља да остане у подземљу како би могао да само за себе задржи девојку коју обојица воле. Пролази двадесет година и за време једног подземног венчања неки од преварених нађу излаз у горњи свет. Иако је 1961. година, они верују да су нацисти још на власти јер су се обрели на снимању филма који приказује немачку окупацију. Неки од ових патриота наћи ће се и у борбама у Славонији 1991. године, а међу њима и два бивша пријатеља.

## Улоге
| Глумац                | Улога               |
| --------------------- | ------------------- |
| Лазар Ристовски       | Петар Попара „Црни“ |
| Предраг Манојловић    | Марко Дрен          |
| Мирјана Јоковић       | Наталија Дрен       |
| Славко Штимац         | Иван Дрен           |
| Срђан Тодоровић       | Јован               |
| Бора Тодоровић        | Голуб               |
| Данило Бата Стојковић | Деда                |
| Мирјана Карановић     | Вера                |
| Ернст Штецнер         | Франц               |
| Давор Дујмовић        | Бата                |
| Петар Краљ            | Др Мирковић         |
| Драган Николић        | Режисер             |
| Јосиф Татић           | Полицајац           |
| Милена Павловић       | Јелена              |
| Бранислав Лечић       | Мустафа             |
| Ерол Кадић            | Јанез               |
| Бранко Цвејић         | Капетан             |
| Емир Кустурица        | Шверцер оружјем     |
| Неле Карајлић         | Циганин             |
| Бранко Петковић       | Конобар             |
| Рас Растодер          | Кувар на броду      |